# Incidente del Arrow
El Incidente del Arrow es el nombre dado al incidente diplomático que el Reino Unido usó como casus belli para declarar la segunda guerra del Opio (1856-1862). 
El Incidente se produjo en otoño de 1856, cuando oficiales Qing requisaron un barco pirata, el Arrow, y detuvieron a parte de su tripulación china. Bajo la falsa pretensión de que el barco estaba matriculado en Hong Kong y era por tanto británico, las autoridades británicas de Hong Kong aprovecharon la confusión en torno al Incidente para exigir reparaciones económicas y la libertad de los piratas. Ante la negativa de las autoridades chinas a acceder a esto, el Reino Unido desplegó su flota en el Río de las Perlas y bombardeó Cantón, dando comienzo a la segunda guerra del Opio.

## Historia

### Contexto

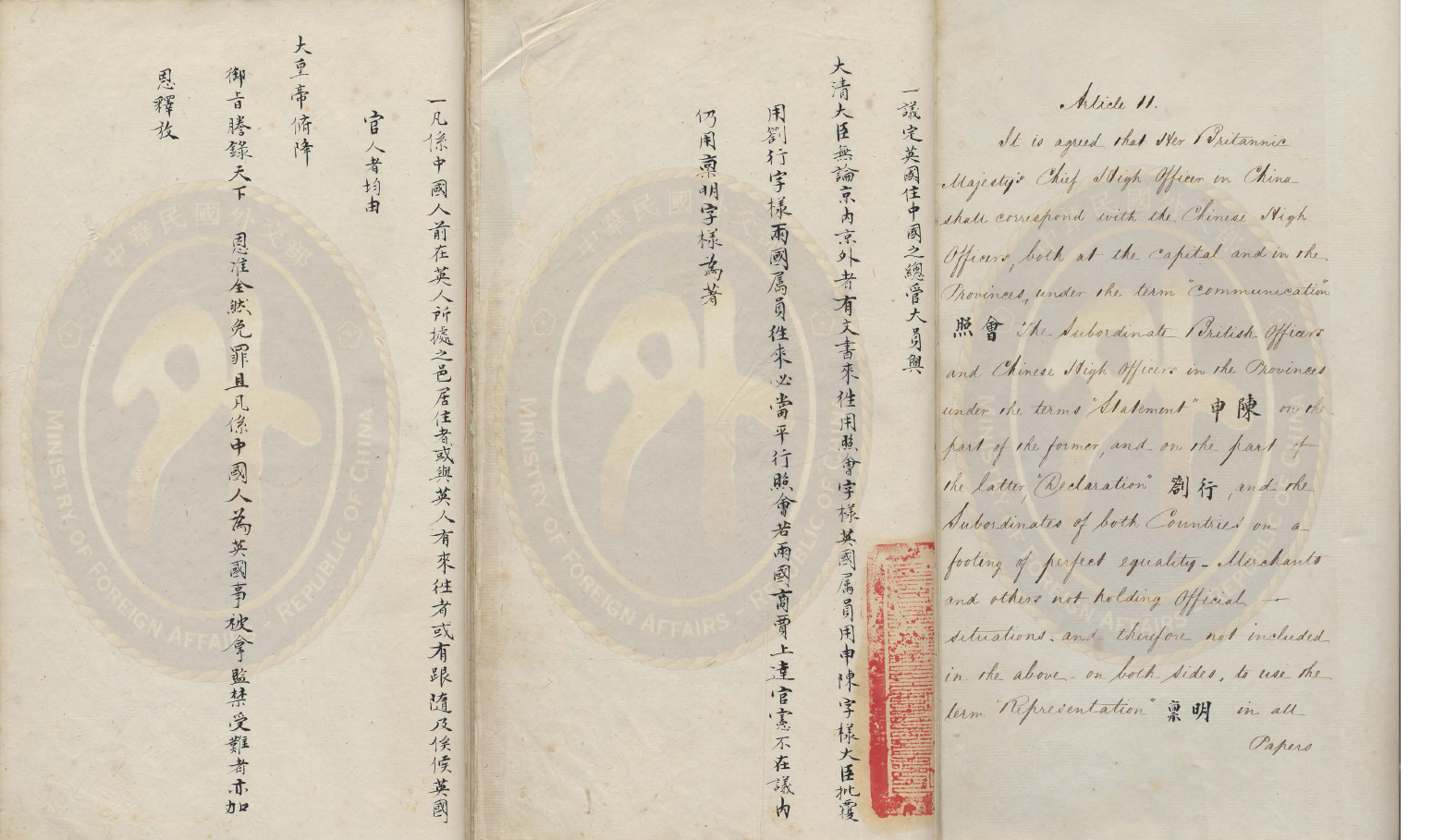
Versiones en inglés y en chino del Tratado de Nankín.

El Incidente del Arrow se desarrolló en el marco del deterioro de las relaciones entre el Imperio Chino y las potencias occidentales que comerciaban en China. El resultado de la primera guerra del Opio  – el Tratado de Nankín (1852) –, había sido un triunfo para el Reino Unido, forzando la abolición del sistema de Cantón y la apertura comercial de China, la cesión de Hong Kong, y legalizando de facto el narcotráfico de opio. Sin embargo, las condiciones del Tratado de Nankín eran demasiado restrictivas para los británicos: no permitía el comercio más que con un número limitado de puertos (los "puertos del tratado"), el opio seguía siendo ilegal dentro de China, la presencia de comerciantes extranjeros en suelo chino estaba restringida, más allá del opio los productos extranjeros no hallaban mercado en China, con lo que la balanza de pagos seguía estando a favor de China, la piratería en las costas de China se había convertido en rampante en gran parte debido al descontento popular, al estallido de la Rebelión Taiping y la incapacidad del gobierno Qing para sofocar la revuelta, y el gobierno imperial chino se negaba a permitir la presencia de embajadores occidentales en Pekín.
A lo largo de la década de 1850, el gobierno de Lord Palmerston, artífice de la primera guerra del Opio, empezó a mostrar públicamente su frustración con la situación en China, y se comenzó a discutir la renegociación los términos del Tratado de Nankín. Fundamentalmente, Palmerston y sus aliados querían forzar la apertura completa de China a los comerciantes británicos, la exención de tasas aduaneras internas a los productos británicos, el establecimiento de una misión diplomática permanente en Pekín, y la legalización del opio en China.
Hubo varios intentos informales de renegociar el tratado de Nankín, pero todos se veían complicados por la falta de reconocimiento diplomático de los enviados británicos, por la aversión de los oficiales Qing a tratar con extranjeros, y por la imposibilidad protocolaria de acceder directamente a la corte imperial. El gobierno chino, además, estaba más preocupado por sofocar la Rebelión Taiping que por acceder a las demandas de los occidentales.

Keying, virrey de Liangguang entre 1844 y 1848.

Para complicar la situación, las versiones china e inglesa del Tratado de Nankín diferían en varios particulares, sobre todo en lo concerniente al Artículo II del tratado. Mientras que la versión en inglés prometía la presencia permanente de los británicos en los puertos del tratado, la versión china sólo hablaba de una residencia "temporal" de los mismos, entendida como limitada a la temporada comercial. Esto causó numerosos incidentes entre las autoridades chinas, sobre todo en Cantón: el virrey Keying, por ejemplo, insistió en expulsar a los británicos de Cantón en 1846 durante la temporada de lluvias, situación que volvió a repetirse en la década de 1850 bajo el virrey Ye Mingchen. La intransigencia de la población china contra los extranjeros sólo complicaba más si cabe la situación: a lo largo de los años 1840 se dieron numerosos incidentes de xenofobia china contra los occidentales residentes en Cantón, con ataques a misioneros, a comerciantes británicos, y a intereses comerciales británicos que a menudo acabaron con expediciones punitivas que incluyeron el despliegue de tropas británicas y la captura de fuertes en el río de las Perlas, o bombardeos selectivos por parte de la flota británica. Estos hechos eran explotados por Palmerston y la prensa británica, que frecuentemente exageraba los hechos para representar a los chinos como xenófobos e ignorantes. A fin de incrementar la sensación de inseguridad en China, el parlamento británico empezó a compilar una voluminosa serie de almanaques oficiales titulados Insultos en China.
La situación alcanzó su momento de máximo deterioro a partir de 1854, cuando el déficit comercial británico con China alcanzó los 8 millones de libras esterlinas, incrementándose hasta los 9 millones en 1856. Palmerston declaró en ese momento que "está llegando el momento de tener que asestar otro golpe a China", habiendo expresado previamente su temor a que "los chinos vuelvan a sus andadas y adquieran de nuevo y sin lugar a dudas su antiguo tono de superioridad." La solución, en opinión de Palmerston, pasaba por legalizar el opio en China, a fin de poder corregir los desequilibrios en la balanza de pagos.
Palmerston era de la opinión de que "estos gobiernos semi-civilizados necesitan una buena tunda cada ocho o nueve años", pero no quería arriesgarse a iniciar una guerra con China destinada a promover la legalización del opio ante el temor a que la opinión pública británica, muy opuesta al narcotráfico, se pusiera en contra de su gobierno. Ante la imposibilidad de explorar la vía diplomática, Palmerston decidió forzar una confrontación bélica con China por medio de algún incidente que le proporcionara un casus belli para ello. Por ello, en 1856 instruyó en una reunión a puerta cerrada a Harry Parkes, recientemente nombrado cónsul británico en Hong Kong, a que buscara un pretexto diplomático con el que forzar un nuevo conflicto sin tener que recurrir al narcotráfico.

### ElIncidente

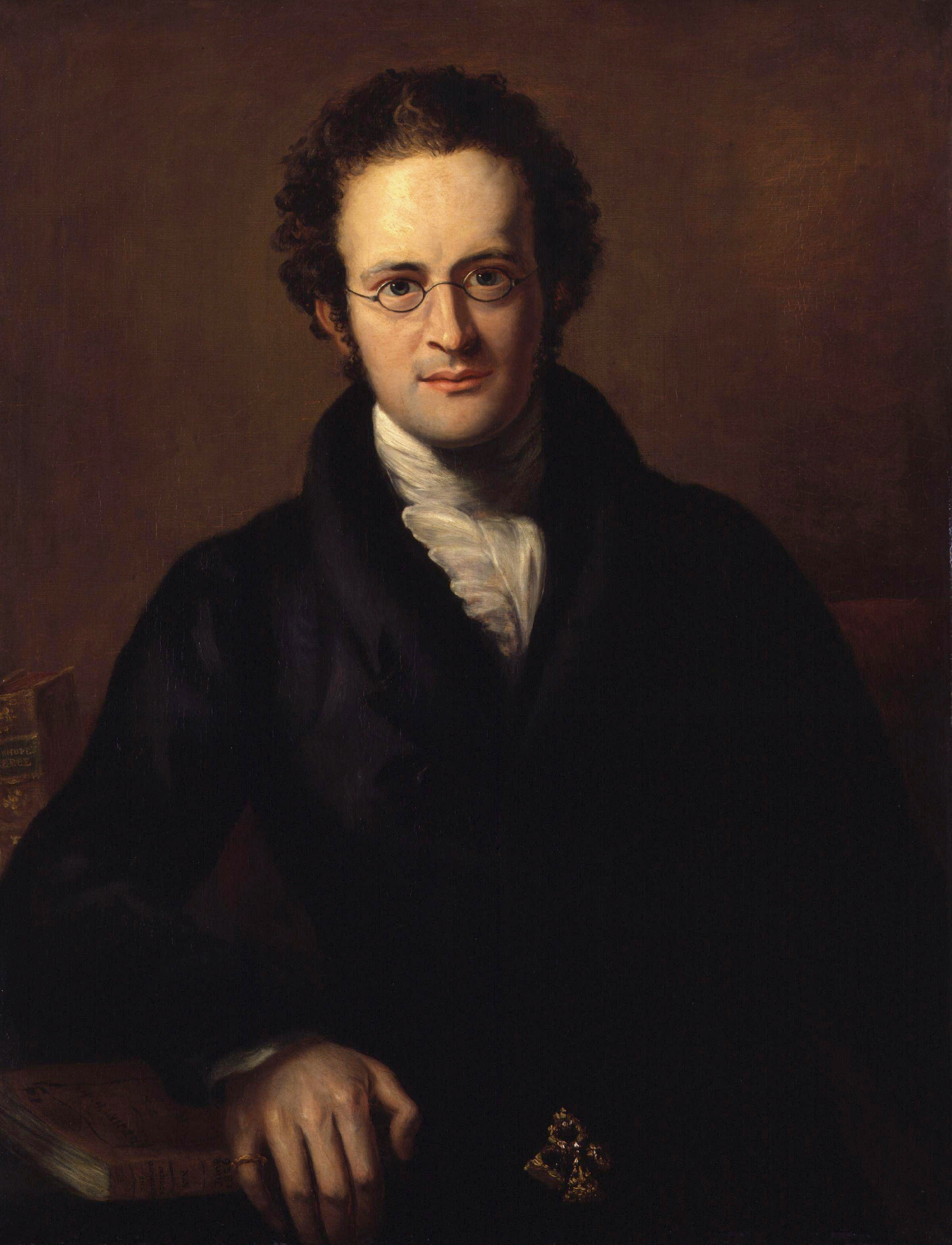
Sir John Bowring, gobernador de Hong Kong y uno de los artífices del Incidente.

La excusa se presentó el 8 de octubre de 1856, cuando oficiales Qing a las órdenes de Ye Mingchen, virrey de Cantón, abordaron el Arrow, una lorcha de propiedad china, tripulada por chinos, y que era sospechosa de piratería, contrabando, y quizá de asistir a los rebeldes Taiping. Como se demostró con posterioridad, el Arrow era un barco pirata, empleado sobre todo como almacén flotante de productos robados. Como era habitual en la época, el dueño y la tripulación eran chinos, pero a fin de poder evadir a las autoridades chinas, pretendían ser un barco británico matriculado en Hong Kong, lo que los ponía bajo protección británica sobre la base de los términos del tratado de Nankín. En algún momento en el pasado, el Arrow había estado matriculado en Hong Kong, pero su registro había caducado meses antes del Incidente. Los piratas chinos habían contrataron a un piloto irlándes, Thomas Kennedy, como supuesto capitán del Arrow. Kennedy no estaba a bordo en el momento en que su barco fue apresado, y salvo tres tripulantes chinos, el resto fueron liberados tras la requisa del barco.
Aparte de afirmarse que el Arrow estaba matriculado en Hong Kong, se dijo que en el momento de su abordaje, en el Arrow ondeaba un pabellón británico. Posteriormente se supo que nada de esto era cierto: la matrícula del Arrow en Hong Kong estaba caducada y navegaba con colores falsos, y diversos testigos (tanto chinos como un marinero portugués) afirmaron que en el Arrow no ondeaba la bandera británica cuando fue abordado. También se supo con posterioridad que todo esto era conocido por Harry Parkes, el cónsul británico, y por Sir John Bowring, el gobernador de Hong Kong, quienes no obstante usaron el "incidente" como excusa para declarar la guerra a China.
En efecto, al recibir la noticia de que un barco de nombre inglés había sido requisado por los chinos, Harry Parkes se presentó en la zona con la intención de rescatar a los piratas chinos como si de súbditos británicos se trataran. Los oficiales Qing se negaron a liberar a los piratas, y Parkes decidió explotar la situación enviando una misiva al virrey Ye Mingchen en el que le hacía saber que si no se ofrecían reparaciones económicas inmediatas, no tendría más remedio que convocar a la armada británica y atacar Cantón.
Al tiempo, Parkes usó el testimonio de Thomas Kennedy, el supuesto capitán del Arrow, para inflar la gravedad de la situación: pese a haber estado ausente durante el Incidente, Kennedy afirmó que los chinos habían ultrajado la bandera británica, arrancándola y pisoteándola. Parkes argumentó que el incidente debía ser castigado con total severidad. Esto convenció a Sir John Bowring de que existía una excusa clara para atacar Cantón y forzar a China a renegociar el Tratado de Nankín. Así, cuando el 16 de octubre Ye Mingchen se ofreció a devolver a los prisioneros chinos, Parkes se negó a ello y convocó a la flota británica, que bloqueó el acceso fluvial a Cantón. El 29 de octubre los buques británicos empezaron a bombardear Cantón con la intención de destruir el yamen de Ye Mingchen. Para noviembre de 1856, la ciudad estaba siendo asaltada, y la segunda guerra del Opio había comenzado.

## Consecuencias
El Incidente del Arrow es famoso no solo por haber dado comienzo a la segunda guerra del Opio, sino por ser un paradigma del colonialismo británico más rapaz: todo lo que se usó sobre el incidente para provocar la contienda resultó ser falso, una excusa con la que provocar una contienda armada. En un primer momento, la opinión pública británica apoyó las acciones de Parkes, creyendo la historia del ultraje a la bandera. Sin embargo, George Wingrove Cooke, corresponsal del Times en Hong Kong, tras investigar a fondo George Wingrove Cooke, reveló que nada de lo que se había dicho era cierto: el barco no era británico, el capitán no estaba a bordo, el barco se usaba para la piratería, la bandera británica no ondeaba cuando fue apresado. Esto provocó un pequeño escándalo político, pero para entonces la contienda ya estaba en marcha. A esto se añadió las noticias sobre la brutalidad de los británicos en Cantón, que capturaron en 1858 tras prenderla fuego, y donde Parkes demostró inusitada crueldad contra el virrey Ye Mingchen, al que apresó y envió como prisionero de guerra a la India, donde Ye murió de inanición en 1859.
El primer ministro Palmerston estaba dispuesto a emprender una acción militar, pero fue censurado por el Parlamento por su belicismo. Sin embargo, al haber aumentado su mayoría tras unas elecciones anticipadas, consiguió que se aprobara su declaración de guerra, acusando a los tories de "antipatrióticos". En la guerra que siguió, a Gran Bretaña se le unieron Francia, Estados Unidos y Rusia. El resultado fue la rendición de China, la huida y posterior muerte del emperador Xianfeng, la destrucción punitiva de los Palacios de Verano, la legalización el opio y la apertura de China enteramente a los occidentales.